# Clasificación para el Campeonato Femenino Sub-19 de la AFC 2019
La clasificación del Campeonato Femenino Sub-19 de 2019 AFC es una competencia de fútbol sub-19 femenina que decide a los equipos participantes de este campeonato.
Un total de ocho equipos clasifican para jugar en el torneo final a celebrarse en Tailandia, cuatro de los cuales se deciden por clasificación.

### Información relevante 1
De las 47 asociaciones miembros de la AFC, un total de 30 equipos participaron en la competencia. Japón, Corea del Norte y China no participan de esta etapa debido a que ocuparon los tres primeros lugares en la edición pasada. Respecto de Tailandia a pesar de estar clasificada por ser la anfitriona decidió participar de la primera etapa eliminatoria y debido a que ganó su grupo, la selección subcampeona avanzó a la segunda etapa.
Como resultado, un total de 27 equipos ingresaron a la clasificación. Debido a la mayor cantidad de equipos, se programaron dos rondas de clasificación por primera vez. 
El sorteo clasificatorio de la primera fase se realizó el 30 de mayo de 2018 en Kuala Lumpur, Malasia, que es la sede de la AFC. Para la primera ronda, los 27 equipos se dividieron en seis grupos: tres grupos de cinco equipos y tres grupos de cuatro equipos, también se distribuyeron de acuerdo con su desempeño en la temporada anterior del torneo y clasificación final del Campeonato Femenino Sub-16 de AFC 2017.

### Información relevante 2
Debido a la retirada de Afganistán e Islas Marianas del Norte después del sorteo, solo quedaban tres equipos en el Grupo E, pero todavía cinco equipos en los Grupos B y C. Como resultado, la AFC decidió realizar un nuevo sorteo para la clasificación para mantener el balance del número de equipos en todos los grupos (un grupo de cinco equipos y cinco grupos de cuatro equipos). El nuevo sorteo se realizó en la Casa de la AFC el 30 de agosto de 2018. En el nuevo sorteo, los equipos sin clasificación del Grupo B (Pakistán, Nepal, Singapur) y el Grupo C (Emiratos Árabes Unidos, Guam, Maldivas) se colocaron en una tómbola y la primera bola extraída se movería al Grupo E. Singapur fue sorteada y, como resultado, se trasladó del Grupo B al Grupo E. 

### Elegibilidad del jugador
Las jugadoras nacidas entre el 1 de enero de 2000 y el 31 de diciembre de 2004 fueron elegibles para participar en el Campeonato Femenino Sub-19 de AFC 2019. 

### Formato
En cada grupo, los equipos jugaron entre sí una vez en un lugar centralizado.
- En la primera ronda, las seis ganadoras de grupo y las dos mejores segundos lugares avanzan a la segunda ronda. Sin embargo, Tailandia no avanza a la segunda ronda por ser anfitriona. Si ganan su grupo, el subcampeón de su grupo avanza a la segunda ronda, o si se encuentran entre los dos mejores subcampeones, el tercer mejor subcampeón avanza a la segunda ronda.
- En la segunda ronda, quienes ocupen el primer y segundo lugar de los dos grupos se clasifican para el torneo final para unirse a los cuatro equipos calificados automáticamente.

Tailandia ganó su grupo, por lo que la subcampeona de su grupo se clasificó para la segunda ronda.

## Sorteo
Hubo dos sorteos 
el 30 de mayo de 2018 y el 30 de agosto de 2018.

## Grupos Primera Ronda
Los partidos fueron programados entre el 20 y el 28 de octubre de 2018.

### Grupo A
País anfitrión: Líbano
| Equipo     | Pts | PJ | PG | PE | PP | GF | GC | Dif |
| ---------- | --- | -- | -- | -- | -- | -- | -- | --- |
| Australia  | 9   | 3  | 3  | 0  | 0  | 23 | 0  | 23  |
| Líbano     | 6   | 3  | 2  | 0  | 1  | 10 | 2  | 8   |
| Mongolia   | 3   | 3  | 1  | 0  | 2  | 1  | 22 | -21 |
| Hong Kong  | 0   | 3  | 0  | 0  | 3  | 0  | 10 | -10 |
| Afganistán | 0   | 0  | 0  | 0  | 0  | 0  | 0  | 0   |

Se retira de la competencia Afganistán
| 24 de octubre de 2018, 11:30 | Australia | 18:0    | Mongolia | Estadio Municipal de Jounieh, Jounieh, Líbano                  |                                                                |
|                              | - Ibini-Isei 6', 11', 70', 77', 89' - Temuulen 19' (a.g.) - Cooney-Cross 28', 32', 59' - Sayer 38' - Lowe 50' - Colvill 62', 64', 72', 75' - Ray 69', 86' - Rasamee 85' | Reporte |          | Asistencia: 40 espectadores Árbitra: Thein Thein Aye, Birmania | Asistencia: 40 espectadores Árbitra: Thein Thein Aye, Birmania |

| 24 de octubre de 2018, 15:30 | Hong Kong | 0:6     | Líbano                                             | Estadio Municipal de Jounieh, Jounieh, Líbano                   |                                                                 |
|                              |           | Reporte | - Rada 3', 35', 42', 71' - Awad 64' - Iskandar 88' | Asistencia: 170 espectadores Árbitra: Anna Sidorova, Uzbekistán | Asistencia: 170 espectadores Árbitra: Anna Sidorova, Uzbekistán |

| 26 de octubre de 2018, 11:30 | Mongolia         | 1:0     | Hong Kong | Estadio Municipal de Jounieh, Jounieh, Líbano                    |                                                                  |
|                              | - Enkhmargad 11' | Reporte |           | Asistencia: 10 espectadores Árbitra: Ranjita Devi Tekcham, India | Asistencia: 10 espectadores Árbitra: Ranjita Devi Tekcham, India |

| 26 de octubre de 2018, 15:30 | Líbano | 0:2     | Australia                      | Estadio Municipal de Jounieh, Jounieh, Líbano                   |                                                                 |
|                              |        | Reporte | - Cooney-Cross 24' - Sayer 47' | Asistencia: 215 espectadores Árbitra: Anna Sidorova, Uzbekistán | Asistencia: 215 espectadores Árbitra: Anna Sidorova, Uzbekistán |

| 28 de octubre de 2018, 11:30 | Australia                             | 3:0     | Hong Kong | Estadio Municipal de Jounieh, Jounieh, Líbano                  |                                                                |
|                              | - Sayer 14' (pen.), 40' - Colvill 62' | Reporte |           | Asistencia: 31 espectadores Árbitra: Cha Min-ji, Corea del Sur | Asistencia: 31 espectadores Árbitra: Cha Min-ji, Corea del Sur |

| 28 de octubre de 2018, 15:30 | Líbano                                    | 4:0     | Mongolia | Estadio Municipal de Jounieh, Jounieh, Líbano                   |                                                                 |
|                              | - Awad 34', 61' - Ghanime 55' - Tamim 89' | Reporte |          | Asistencia: 423 espectadores Árbitra: Thein Thein Aye, Birmania | Asistencia: 423 espectadores Árbitra: Thein Thein Aye, Birmania |

### Grupo B
País anfitrión: Tailandia
| Equipo    | Pts | PJ | PG | PE | PP | GF | GC | Dif |
| --------- | --- | -- | -- | -- | -- | -- | -- | --- |
| Tailandia | 6   | 3  | 2  | 0  | 1  | 21 | 1  | 20  |
| Nepal     | 6   | 3  | 2  | 0  | 1  | 11 | 3  | 8   |
| India     | 6   | 3  | 2  | 0  | 1  | 19 | 2  | 17  |
| Pakistán  | 0   | 3  | 0  | 0  | 3  | 0  | 45 | -45 |
| Singapur  | 0   | 0  | 0  | 0  | 0  | 0  | 0  | 0   |

Se traslada al grupo E a Singapur

| 24 de octubre de 2018, 16:00 | India | 18:0    | Pakistán | Chonburi Stadium, Chonburi, Tailandia                          |                                                                |
|                              | - Manisha 2', 25', 47' - Roy 9', 15', 46' - Em. Fayyaz 26' (o.g.) - D. Devi 28' - A. Devi 31', 59' - P. Devi 45+1' - Tudu 45+2' (pen.) - Renu 52', 54', 75', 90', 90+2' - Guguloth 77' | Reporte |          | Asistencia: 70 espectadores Árbitra: Rebecca Durcau, Australia | Asistencia: 70 espectadores Árbitra: Rebecca Durcau, Australia |

| 24 de octubre de 2018, 19:30 | Tailandia                                               | 3:0     | Nepal | Chonburi Stadium, Chonburi, Tailandia                       |                                                             |
|                              | - Pattaranan 9' - Tipkritta 17' (pen.) - Siriwipa 90+1' | Reporte |       | Asistencia: 214 espectadores Árbitra: Oh Hyeon-jeong, Corea | Asistencia: 214 espectadores Árbitra: Oh Hyeon-jeong, Corea |

| 26 de octubre de 2018, 16:00 | Nepal             | 2:0     | India | Chonburi Stadium, Chonburi, Tailandia               |                                                     |
|                              | - Poudel 59', 88' | Reporte |       | Asistencia: 50 espectadores Árbitra: Yu Hong, China | Asistencia: 50 espectadores Árbitra: Yu Hong, China |

| 26 de octubre de 2018, 19:30 | Pakistán | 0:18    | Tailandia | Chonburi Stadium, Chonburi, Tailandia                        |                                                              |
|                              |          | Reporte | - Siriwipa 7', 59', 76' - Em. Fayyaz 19' (o.g.) - Anupha 24', 30', 53', 62', 89', 90', 90+1' - Pariyapat 25', 38', 43' - Ploychompoo 36', 42' - Chatchawan 70' (pen.) - Phonchita 87' | Asistencia: 245 espectadores Árbitra: Law Bik Chi, Hong Kong | Asistencia: 245 espectadores Árbitra: Law Bik Chi, Hong Kong |

| 28 de octubre de 2018, 16:00 | Pakistán | 0:9     | Nepal                                                                                                 | Chonburi Stadium, Chonburi, Tailandia                      |                                                            |
|                              |          | Reporte | - Yonjan 2' - Lawati 32' - Jimba 37' - Rana 48', 54' - Thokar 57', 74' (pen.), 85' (pen.) - Limbu 89' | Asistencia: 50 espectadores Árbitra: Oh Hyeon-jeong, Corea | Asistencia: 50 espectadores Árbitra: Oh Hyeon-jeong, Corea |

| 28 de octubre de 2018, 19:30 | Tailandia | 0:1     | India         | Chonburi Stadium, Chonburi, Tailandia                           |                                                                 |
|                              |           | Reporte | - Hauhnar 36' | Asistencia: 252 espectadores Árbitra: Rebecca Durcau, Australia | Asistencia: 252 espectadores Árbitra: Rebecca Durcau, Australia |

### Grupo C
País anfitrión: Kirguistán
| Equipo                 | Pts | PJ | PG | PE | PP | GF | GC | Dif |
| ---------------------- | --- | -- | -- | -- | -- | -- | -- | --- |
| Uzbekistán             | 12  | 4  | 4  | 0  | 0  | 34 | 2  | 32  |
| Kirguistán             | 9   | 4  | 3  | 0  | 1  | 18 | 6  | 12  |
| Emiratos Árabes Unidos | 6   | 4  | 2  | 0  | 2  | 22 | 5  | 17  |
| Guam                   | 3   | 4  | 1  | 0  | 3  | 14 | 15 | -1  |
| Maldivas               | 0   | 4  | 0  | 0  | 4  | 0  | 60 | -60 |

| 20 de octubre de 2018, 12:00 | Maldivas | 0:12    | Guam | Dolen Omurzakov Stadium, Biskek, Kirguistán                     |                                                                 |
|                              |          | Reporte | - Cruz 6', 84', 87' - Bass 13' - Phillips 42', 46', 51' - Sb. Kenney 48' - Whalen 60' - Ibrahim 63' (a.g.) - Guzmán 90+2' - Vasquez 90+3' | Asistencia: 50 espectadores Árbitra: Pansa Chaisanit, Tailandia | Asistencia: 50 espectadores Árbitra: Pansa Chaisanit, Tailandia |

| 20 de octubre de 2018, 16:00 | Emiratos Árabes Unidos | 1:2     | Kirguistán                   | Dolen Omurzakov Stadium, Biskek, Kirguistán                   |                                                               |
|                              | - Al-Zarkan 59'        | Reporte | - Dalinger 67' - K. Kyzy 74' | Asistencia: 200 espectadores Árbitra: Abirami Naidu, Singapur | Asistencia: 200 espectadores Árbitra: Abirami Naidu, Singapur |

| 22 de octubre de 2018, 12:00 | Guam | 0:8     | Uzbekistán                                                                                              | Dolen Omurzakov Stadium, Biskek, Kirguistán                  |                                                              |
|                              |      | Reporte | - Allamurodova 3', 23' - Kurbonova 19', 45+2', 56' - Rashidova 62' - Zaynitdinova 90+1' - Tasheva 90+3' | Asistencia: 30 espectadores Árbitra: Asaka Matsushita, Japón | Asistencia: 30 espectadores Árbitra: Asaka Matsushita, Japón |

| 22 de octubre de 2018, 16:00 | Maldivas | 0:19    | Emiratos Árabes Unidos | Dolen Omurzakov Stadium, Biskek, Kirguistán                   |                                                               |
|                              |          | Reporte | - Al-Hammadi 4', 60', 87' - S. Rashid 12', 54', 61', 73' - Al-Zarkan 17' (pen.), 37', 74' - Al-Mesmari 21', 34' - Khaled 27' - Al-Mheiri 39', 43', 65', 76' - Al-Mazrouei 80' (pen.) - Saeed 90+3' | Asistencia: 50 espectadores Árbitra: Casey Reibelt, Australia | Asistencia: 50 espectadores Árbitra: Casey Reibelt, Australia |

| 24 de octubre de 2018, 12:00 | Uzbekistán | 20:0    | Maldivas | Dolen Omurzakov Stadium, Biskek, Kirguistán                       |                                                                   |
|                              | - Ergasheva 2', 23' - Kurbonova 6' - Shodieva 14', 42', 59', 64', 71' - Rashidova 41', 45+6' (pen.) - Amanova 45+3', 90+1' - G. Saidova 46', 51' - Giyasova 48', 73' - Erkinova 69' - Tasheva 74' - Mardieva 81' - Nazarkulova 88' | Reporte |          | Asistencia: 20 espectadores Árbitra: Pak Un-jong, Corea del Norte | Asistencia: 20 espectadores Árbitra: Pak Un-jong, Corea del Norte |

| 24 de octubre de 2018, 16:00 | Kirguistán                                                   | 6:2     | Guam                                  | Dolen Omurzakov Stadium, Biskek, Kirguistán                      |                                                                  |
|                              | - Zarodina 7', 11', 19', 50' - Duishobaeva 40' - K. Kyzy 88' | Reporte | - Phillips 36' - Roberto 45+2' (pen.) | Asistencia: 350 espectadores Árbitra: Pansa Chaisanit, Tailandia | Asistencia: 350 espectadores Árbitra: Pansa Chaisanit, Tailandia |

| 26 de octubre de 2018, 12:00 | Emiratos Árabes Unidos | 1:3     | Uzbekistán                          | Dolen Omurzakov Stadium, Biskek, Kirguistán                       |                                                                   |
|                              | - Khaled 8'            | Reporte | - Rashidova 5' - Kurbonova 28', 49' | Asistencia: 30 espectadores Árbitra: Pak Un-jong, Corea del Norte | Asistencia: 30 espectadores Árbitra: Pak Un-jong, Corea del Norte |

| 26 de octubre de 2018, 16:00 | Kirguistán | 9:0     | Maldivas | Dolen Omurzakov Stadium, Biskek, Kirguistán                   |                                                               |
|                              | - Ibraimova 13', 90+1' - Alymzhanova 29', 71' (pen.), 74' - Akylbekova 32' - Ait. Kyzy 39', 54' - Al. Kyzy 78' | Reporte |          | Asistencia: 100 espectadores Árbitra: Asaka Matsushita, Japón | Asistencia: 100 espectadores Árbitra: Asaka Matsushita, Japón |

| 28 de octubre de 2018, 12:00 | Guam | 0:1     | Emiratos Árabes Unidos | Dolen Omurzakov Stadium, Biskek, Kirguistán                  |                                                              |
|                              |      | Reporte | - Al-Zarkan 80'        | Asistencia: 30 espectadores Árbitra: Abirami Naidu, Singapur | Asistencia: 30 espectadores Árbitra: Abirami Naidu, Singapur |

| 28 de octubre de 2018, 16:00 | Uzbekistán                                              | 3:1     | Kirguistán      | Dolen Omurzakov Stadium, Biskek, Kirguistán                    |                                                                |
|                              | - Kurbonova 14' (pen.) - Rashidova 73' - Smirnova 90+2' | Reporte | - K. Kyzy 45+1' | Asistencia: 400 espectadores Árbitra: Casey Reibelt, Australia | Asistencia: 400 espectadores Árbitra: Casey Reibelt, Australia |

### Grupo D
País anfitrión: Tayikistán
| Equipo        | Pts | PJ | PG | PE | PP | GF | GC | Dif |
| ------------- | --- | -- | -- | -- | -- | -- | -- | --- |
| Corea del Sur | 9   | 3  | 3  | 0  | 0  | 14 | 0  | 14  |
| China Taipéi  | 6   | 3  | 2  | 0  | 1  | 9  | 4  | 5   |
| Bangladés     | 3   | 3  | 1  | 0  | 2  | 5  | 10 | -5  |
| Tayikistán    | 0   | 3  | 0  | 0  | 3  | 1  | 15 | -14 |

| 24 de octubre de 2018, 14:00 | Corea del Sur | 7:0     | Bangladés | Hisor Central Stadium, Hisor, Tayikistán                   |                                                            |
|                              | - Choo Hyo-joo 8' - Kang Ji-woo 17' - Mun Jin-seo 21' - Jung Min-young 68' - Park Mid-eum 70' - Kim Seo-yeon 80' - Kim Eun-soul 90' (pen.) | Reporte |           | Asistencia: 100 espectadores Árbitra: Mahsa Ghorbani, Irán | Asistencia: 100 espectadores Árbitra: Mahsa Ghorbani, Irán |

| 24 de octubre de 2018, 17:00 | China Taipéi                                                  | 7:0     | Tayikistán | Hisor Central Stadium, Hisor, Tayikistán                       |                                                                |
|                              | - Su Yu-hsuan 27', 34', 54', 90' - Lan Yu-chieh 39', 46', 74' | Reporte |            | Asistencia: 100 espectadores Árbitra: Kate Jacewicz, Australia | Asistencia: 100 espectadores Árbitra: Kate Jacewicz, Australia |

| 26 de octubre de 2018, 14:00 | Bangladés | 0:2     | China Taipéi                           | Hisor Central Stadium, Hisor, Tayikistán                        |                                                                 |
|                              |           | Reporte | - Lin Hsin-hui 44' - Chen Hsiu-wen 51' | Asistencia: 100 espectadores Árbitra: Doumouh Al-Bakkar, Líbano | Asistencia: 100 espectadores Árbitra: Doumouh Al-Bakkar, Líbano |

| 26 de octubre de 2018, 17:00 | Tayikistán | 0:3     | Corea del Sur                                       | Hisor Central Stadium, Hisor, Tayikistán                     |                                                              |
|                              |            | Reporte | - Jeong Yu-jin 16' - Lee Yu-jin 17' - Jo Min-ah 82' | Asistencia: 100 espectadores Árbitra: Công Thi Dựng, Vietnam | Asistencia: 100 espectadores Árbitra: Công Thi Dựng, Vietnam |

| 28 de octubre de 2018, 14:00 | Corea del Sur                                                        | 4:0     | China Taipéi | Hisor Central Stadium, Hisor, Tayikistán                      |                                                               |
|                              | - Kim Eun-soul 7' - Kang Ji-woo 25' (pen.), 34' - Jung Min-young 57' | Reporte |              | Asistencia: 80 espectadores Árbitra: Kate Jacewicz, Australia | Asistencia: 80 espectadores Árbitra: Kate Jacewicz, Australia |

| 28 de octubre de 2018, 17:00 | Tayikistán      | 1:5     | Bangladés                                              | Hisor Central Stadium, Hisor, Tayikistán                   |                                                            |
|                              | - Khalimova 44' | Reporte | - Rani 7' - M. Chakma 26', 42', 74' - Shamsunnahar 60' | Asistencia: 150 espectadores Árbitra: Mahsa Ghorbani, Irán | Asistencia: 150 espectadores Árbitra: Mahsa Ghorbani, Irán |

### Grupo E
País anfitrión: Vietnam
| Equipo   | Pts | PJ | PG | PE | PP | GF | GC | Dif |
| -------- | --- | -- | -- | -- | -- | -- | -- | --- |
| Vietnam  | 9   | 3  | 3  | 0  | 0  | 17 | 1  | 16  |
| Jordania | 6   | 3  | 2  | 0  | 1  | 10 | 5  | 5   |
| Malasia  | 1   | 3  | 0  | 1  | 2  | 2  | 4  | -2  |
| Singapur | 1   | 3  | 0  | 1  | 2  | 0  | 19 | -19 |
| NMI      | 0   | 0  | 0  | 0  | 0  | 0  | 0  | 0   |

Se retiró Islas Marianas del Norte y fue reemplazo por Singapur en este grupo.
| 24 de octubre de 2018, 15:00 | Jordania                                                                                    | 8:0     | Singapur | Vietnam YFTC, Hanói, Vietnam                                       |                                                                    |
|                              | - Al-Btoush 23', 40', 41', 51' - Fraij 32' - Rob 52' - Al-Barghouthy 89' - Al-Jamaeen 90+3' | Reporte |          | Asistencia: 107 espectadores Árbitra: Edita Mirabidova, Uzbekistán | Asistencia: 107 espectadores Árbitra: Edita Mirabidova, Uzbekistán |

| 24 de octubre de 2018, 18:00 | Vietnam                     | 2:1     | Malasia      | Vietnam YFTC, Hanói, Vietnam                                 |                                                              |
|                              | - Ngân 60' - N. Thị Hòa 69' | Reporte | - Waitie 36' | Asistencia: 180 espectadores Árbitra: Saltanat Noroozi, Irán | Asistencia: 180 espectadores Árbitra: Saltanat Noroozi, Irán |

| 26 de octubre de 2018, 15:00 | Malasia      | 1:2     | Jordania                     | Vietnam YFTC, Hanói, Vietnam                                   |                                                                |
|                              | - Safira 11' | Reporte | - Soboh 25' - Rob 73' (pen.) | Asistencia: 100 espectadores Árbitra: Lee Yi-chi, China Taipéi | Asistencia: 100 espectadores Árbitra: Lee Yi-chi, China Taipéi |

| 26 de octubre de 2018, 18:00 | Singapur | 0:11    | Vietnam                                                                                      | Vietnam YFTC, Hanói, Vietnam                                       |                                                                    |
|                              |          | Reporte | - Ngân 10', 21', 69' - Xuân 14', 83', 89' - Như 30', 42', 45+2' (pen.), 51' - V. Thị Hòa 60' | Asistencia: 157 espectadores Árbitra: Ri Hyang-ok, Corea del Norte | Asistencia: 157 espectadores Árbitra: Ri Hyang-ok, Corea del Norte |

| 28 de octubre de 2018, 15:00 | Singapur | 0:0     | Malasia | Vietnam YFTC, Hanói, Vietnam                                |                                                             |
|                              |          | Reporte |         | Asistencia: 56 espectadores Árbitra: Saltanat Noroozi, Irán | Asistencia: 56 espectadores Árbitra: Saltanat Noroozi, Irán |

| 28 de octubre de 2018, 18:00 | Vietnam                     | 4:0     | Jordania | Vietnam YFTC, Hanói, Vietnam                                       |                                                                    |
|                              | - Ngân 4', 7', 25' - Sự 81' | Reporte |          | Asistencia: 250 espectadores Árbitra: Edita Mirabidova, Uzbekistán | Asistencia: 250 espectadores Árbitra: Edita Mirabidova, Uzbekistán |

### Grupo F
País anfitrión: Birmania
| Equipo    | Pts | PJ | PG | PE | PP | GF | GC | Dif |
| --------- | --- | -- | -- | -- | -- | -- | -- | --- |
| Irán      | 3   | 2  | 1  | 0  | 1  | 4  | 2  | 2   |
| Birmania  | 3   | 2  | 1  | 0  | 1  | 4  | 4  | 0   |
| Laos      | 3   | 2  | 1  | 0  | 1  | 5  | 7  | -2  |
| Palestina | 0   | 0  | 0  | 0  | 0  | 0  | 0  | 0   |

Se retiró Palestina
| 24 de octubre de 2018, 18:00 | Irán                                      | 4:1     | Laos              | Thuwunna Stadium, Yangon, Birmania                               |                                                                  |
|                              | - Ghasemi 38', 46', 90' - Raietparvar 75' | Reporte | - Thongsavang 84' | Asistencia: 130 espectadores Árbitra: Bùi Thị Thu Trang, Vietnam | Asistencia: 130 espectadores Árbitra: Bùi Thị Thu Trang, Vietnam |

| 26 de octubre de 2018, 18:00 | Laos                                     | 4:3     | Birmania                     | Thuwunna Stadium, Yangon, Birmania                        |                                                           |
|                              | - Chanhthavongxay 29', 84' - Pe 57', 81' | Reporte | - San Thaw Thaw 9', 77', 90' | Asistencia: 240 espectadores Árbitra: Chang Xinxin, China | Asistencia: 240 espectadores Árbitra: Chang Xinxin, China |

| 28 de octubre de 2018, 18:00 | Birmania              | 1:0     | Irán | Thuwunna Stadium, Yangon, Birmania                           |                                                              |
|                              | - Hnin Mya Thazin 66' | Reporte |      | Asistencia: 320 espectadores Árbitra: Fusako Kajiyama, Japón | Asistencia: 320 espectadores Árbitra: Fusako Kajiyama, Japón |

## Clasificación segundos lugares
Debido a que los grupos tienen un número diferente de equipos después de los retiros, los resultados contra los equipos clasificados en cuarto lugar y quinto lugar en grupos de cuatro equipos y de cinco equipos no se consideran para esta clasificación.
| Grp | Equipo       | PJ | PG | PE | PP | GF | GC | DG | Pts |
| --- | ------------ | -- | -- | -- | -- | -- | -- | -- | --- |
| A   | Líbano       | 2  | 1  | 0  | 1  | 4  | 2  | 2  | 3   |
| F   | Birmania     | 2  | 1  | 0  | 1  | 4  | 4  | 0  | 3   |
| C   | Kirguistán   | 2  | 1  | 0  | 1  | 3  | 4  | -1 | 3   |
| B   | Nepal        | 2  | 1  | 0  | 1  | 2  | 3  | -1 | 3   |
| D   | China Taipéi | 2  | 1  | 0  | 1  | 2  | 4  | -2 | 3   |
| E   | Jordania     | 2  | 1  | 0  | 1  | 2  | 5  | -3 | 3   |

Nepal avanzó a la segunda ronda como los subcampeones del Grupo B, ya que Tailandia fue el ganador del Grupo B, quienes, como anfitriones finales del torneo, se clasificaron automáticamente independientemente de los resultados obtenidos en la primera ronda. En consecuencia no participaron de la segunda ronda.

## Grupos Segunda ronda
Las dos mejores selecciones femeninas de cada grupo se unen a los tres equipos que clasificaron automáticamente para la fase final, Japón, Corea del Norte y China, debido a que en la edición 2017 ocuparon los tres primeros lugares, mientras que Tailandia por ser el país anfitrión tiene asegurada su participación en la fase final, aunque independiente de ello decidió participar en la primera fase clasificatoria.

## Sorteo
El sorteo de la segunda fase se realizó el 13 de febrero de 2019 en Kuala Lumpur, Malasia, que es la sede de la AFC.
La segunda ronda está programada del 26 al 30 de abril de 2019.

#### Grupo A
País anfitrión: Birmania
| Equipo     | Pts | PJ | PG | PE | PP | GF | GC | Dif |
| ---------- | --- | -- | -- | -- | -- | -- | -- | --- |
| Australia  | 9   | 3  | 3  | 0  | 0  | 18 | 3  | 15  |
| Birmania   | 6   | 3  | 2  | 0  | 1  | 4  | 4  | 0   |
| Uzbekistán | 3   | 3  | 1  | 0  | 2  | 5  | 5  | 0   |
| Nepal      | 0   | 3  | 0  | 0  | 3  | 2  | 17 | -15 |

| 26 de abril de 2019, 15:00 | Australia | 11:1    | Nepal          | Mandalarthiri Stadium, Mandalay, Birmania            |                                                      |
|                            | - Fowler 4', 7' (pen.), 15', 34', 54' - Rasamee 12' - Barbieri 36' - Lowe 67' - Cooney-Cross 78' - Riley 85' - Evans 87' | Reporte | - Yonjan 45+2' | Asistencia: 153 espectadores Árbitra: Mi Siyu, China | Asistencia: 153 espectadores Árbitra: Mi Siyu, China |

| 26 de abril de 2019, 18:00 | Uzbekistán | 0:1     | Birmania            | Mandalarthiri Stadium, Mandalay, Birmania                      |                                                                |
|                            |            | Reporte | - San Thaw Thaw 41' | Asistencia: 1.253 espectadores Árbitra: Fusako Kajiyama, Japón | Asistencia: 1.253 espectadores Árbitra: Fusako Kajiyama, Japón |

| 28 de abril de 2019, 15:00 | Nepal | 0:4     | Uzbekistán                                          | Mandalarthiri Stadium, Mandalay, Birmania                 |                                                           |
|                            |       | Reporte | - Kurbonova 21', 67' - Rashidova 74' - Khojieva 78' | Asistencia: 105 espectadores Árbitra: Chang Xinxin, China | Asistencia: 105 espectadores Árbitra: Chang Xinxin, China |

| 28 de abril de 2019, 18:00 | Birmania            | 1:3     | Australia                                      | Mandalarthiri Stadium, Mandalay, Birmania                      |                                                                |
|                            | - Myat Noe Khin 68' | Reporte | - Ibini-Isei 45+1' - Fowler 47' - Blissett 84' | Asistencia: 3.275 espectadores Árbitra: Saltanat Noroozi, Irán | Asistencia: 3.275 espectadores Árbitra: Saltanat Noroozi, Irán |

| 30 de abril de 2019, 15:00 | Australia                                                       | 4:1     | Uzbekistán      | Mandalarthiri Stadium, Mandalay, Birmania                 |                                                           |
|                            | - Cooney-Cross 41' - Ibini-Isei 49' - Fowler 52' - Blissett 87' | Reporte | - Kurbonova 78' | Asistencia: 128 espectadores Árbitra: Chang Xinxin, China | Asistencia: 128 espectadores Árbitra: Chang Xinxin, China |

| 30 de abril de 2019, 18:00 | Birmania                             | 2:1     | Nepal             | Mandalarthiri Stadium, Mandalay, Birmania                      |                                                                |
|                            | - San Thaw Thaw 47' - May Phu Ko 65' | Reporte | - Raut 39' (pen.) | Asistencia: 5.735 espectadores Árbitra: Saltanat Noroozi, Irán | Asistencia: 5.735 espectadores Árbitra: Saltanat Noroozi, Irán |

#### Grupo B
País anfitrión: Vietnam
| Equipo        | Pts | PJ | PG | PE | PP | GF | GC | Dif |
| ------------- | --- | -- | -- | -- | -- | -- | -- | --- |
| Corea del Sur | 0   | 0  | 0  | 0  | 0  | 0  | 0  | 0   |
| Vietnam       | 0   | 0  | 0  | 0  | 0  | 0  | 0  | 0   |
| Irán          | 0   | 0  | 0  | 0  | 0  | 0  | 0  | 0   |
| Líbano        | 0   | 0  | 0  | 0  | 0  | 0  | 0  | 0   |

| 26 de abril de 2019, 16:00 | Corea del Sur | 9:0     | Líbano | Vietnam YFTC, Campo n.º 3, Hanói, Vietnam                      |                                                                |
|                            | - Kang Ji-woo 10', 40', 53', 79' - Choo Hyo-joo 14' - Jung Min-young 31' - Kim Eun-soul 40' - Kim Soo-jin 64' - Jeong Yu-jin 85' | Reporte |        | Asistencia: 150 espectadores Árbitra: Lee Yi-chi, China Taipéi | Asistencia: 150 espectadores Árbitra: Lee Yi-chi, China Taipéi |

| 26 de abril de 2019, 19:00 | Vietnam      | 1:1     | Irán               | Vietnam YFTC, Campo n.º 3, Hanói, Vietnam                       |                                                                 |
|                            | - Vạn Sự 13' | Reporte | - Khodabakhshi 54' | Asistencia: 255 espectadores Árbitra: Rebecca Durcau, Australia | Asistencia: 255 espectadores Árbitra: Rebecca Durcau, Australia |

| 28 de abril de 2019, 16:00 | Irán | 0:2     | Corea del Sur                        | Vietnam YFTC, Campo n.º 3, Hanói, Vietnam            |                                                      |
|                            |      | Reporte | - Jo Min-ah 28' - Park Hye-jeong 85' | Asistencia: 50 espectadores Árbitra: Om Choki, Bután | Asistencia: 50 espectadores Árbitra: Om Choki, Bután |

| 28 de abril de 2019, 19:00 | Líbano     | 1:4     | Vietnam                                              | Vietnam YFTC, Campo n.º 3, Hanói, Vietnam                       |                                                                 |
|                            | - Rada 67' | Reporte | - Tuyết Ngân 15', 86' - Lan Anh 27' - Hồng Nhung 90' | Asistencia: 265 espectadores Árbitra: Thein Thein Aye, Birmania | Asistencia: 265 espectadores Árbitra: Thein Thein Aye, Birmania |

| 30 de abril de 2019, 16:00 | Irán                                                         | 5:1     | Líbano        | Vietnam YFTC, Campo n.º 3, Hanói, Vietnam             |                                                       |
|                            | - Raietparvar 15', 47' (pen.) - Zandi 32', 60' - Masoumi 70' | Reporte | - El Tayar 1' | Asistencia: 115 espectadores Árbitra: Om Choki, Bután | Asistencia: 115 espectadores Árbitra: Om Choki, Bután |

| 30 de abril de 2019, 19:00 | Corea del Sur          | 2:1     | Vietnam          | Vietnam YFTC, Campo n.º 3, Hanói, Vietnam                       |                                                                 |
|                            | - Kim Soo-jin 40', 83' | Reporte | - Tuyết Ngân 71' | Asistencia: 365 espectadores Árbitra: Thein Thein Aye, Birmania | Asistencia: 365 espectadores Árbitra: Thein Thein Aye, Birmania |

## Equipos clasificados
Los siguientes ocho equipos se clasificaron para el torneo final.
| Equipo          | clasificado por ser                        | fecha de su clasificación |
| --------------- | ------------------------------------------ | ------------------------- |
| Tailandia       | Anfitrión                                  | 20 de abril de 2018       |
| Japón           | Campeón el 2017                            | 30 de mayo de 2018        |
| Corea del Norte | Subcampeón el 2017                         | 30 de mayo de 2018        |
| China           | Tercer lugar el 2017                       | 30 de mayo de 2018        |
| Australia       | Ganador de la segunda ronda del Grupo A    | 30 de abril de 2019       |
| Birmania        | Subcampeón de la Segunda ronda del Grupo A | 30 de abril de 2019       |
| Corea del Sur   | Ganador de la segunda ronda del Grupo B    | 28 de abril de 2019       |
| Vietnam         | Subcampeón de la Segunda ronda del Grupo B | 30 de abril de 2019       |